# PackageKit
PackageKit とは、多数のパッケージ管理システムに対して、質の高いフロントエンドを提供することを目指したソフトウェアのことである。GNU General Public License のもとで提供されている。
クロスプラットフォームを謳っているが、実際には freedesktop.org による相互運用性の規定に従った各種 Linux ディストリビューションが最大のターゲットである。
プロセス間通信、あるいは特権の必要な作業を処理するときは、D-BusやPolicyKitを使用する。

## 歴史
Richard Hughes によって作成され、2007年にブログで初めて提供された。現在は小規模なチームによって開発が続けられている。
Fedoraが初めてYumのための標準のフロントエンドとして、バージョン9で採用した。

## 設計
PackageKit自体はpackagekitdとよばれるデーモンであり、異なるシステム間の相違点をまとめる。libpackagekitとよばれるライブラリは、他のプログラムがPackageKitと連携して動作することを可能にしている。

## 機能
- ローカルファイル、メディア、遠隔地からの提供物をインストール
- PolicyKitの利用を証明
- 既存のパッケージ管理システムを入れ替えない
- ユーザが変わったことを瞬時に確認（危険な処理の最中にシャットダウンを禁止）
- 使われていないときには終了

## バックエンド
PackageKitが利用可能なパッケージ管理システム（バックエンド）は以下の通りである。
- Arch Linux Package Management (Pacman)
- APT
- Dandified Yum (DNF)
- Entropy（Sabayon Linux）
- Nix
- PISI
- poldek
- Portage
- FreeBSD Ports（英語版）
- urpmi（英語版）
- Yellowdog Updater Modified (YUM)
- ZYpp

## フロントエンド
gnome-packagekit
GNOME デスクトップで使われるフロントエンド。GNU General Public License のもとで提供されている。
KPackageKit
KDE デスクトップ環境で利用される。
pkcon
コマンドラインで利用される。